# جو هندرسون (ملحن)
جو هندرسون (بالإنجليزية: Joe Henderson)‏ هو عازف جاز وملحن أمريكي، ولد في 24 أبريل 1937 في ليما في الولايات المتحدة، وتوفي في 30 يونيو 2001 في سان فرانسيسكو في الولايات المتحدة.

## وصلات خارجية
- الموقع الرسمي
- جو هندرسون على موقع ميوزك برينز (الإنجليزية)
- جو هندرسون على موقع أول ميوزيك (الإنجليزية)
- جو هندرسون على موقع ديسكوغز (الإنجليزية)